# Kabinett Kyriakos Mitsotakis II
Das Kabinett Kyriakos Mitsotakis II bildet seit dem 27. Juni 2023 die Regierung in Griechenland. Es wurde nach der Parlamentswahl im Juni 2023 gebildet und löste das Kabinett Ioannis Sarmas ab. Im Januar 2024 fand eine Umbildung des Kabinetts statt, die die Ministerien für Gesundheit, für Arbeit und soziale Sicherheit sowie das Ministerium für Bürgerschutz betraf. Nach den Europawahlen 2024 bildete Mitsotakis sein Kabinett abermals um und besetzte die Ministerien für Arbeit und Soziale Sicherheit, für ländliche Entwicklung und Ernährung, für Einwanderung und Asyl sowie das Innenministerium neu. Nachdem der neue Staatspräsident Konstantinos Tasoulas vereidigt worden war, fand am 14. März 2025 eine weitere Regierungsumbildung statt. Dabei wurden acht Ministerien neu besetzt.
Nach dem Rücktritt des Ministers für Einwanderung und Asyls, Makis Voridis, übernahm Thanos Plevris dessen Amt.

## Kabinettsmitglieder
| Amt                                                       | Bild                                                          | Name                                        |
| --------------------------------------------------------- | ------------------------------------------------------------- | ------------------------------------------- |
| Ministerpräsident                                         |                                                               | Kyriakos Mitsotakis                         |
| Minister für Volkswirtschaft und Finanzen                 |                                                               | Kostis Chatzidakis                          |
| Minister für Volkswirtschaft und Finanzen                 | Kyriakos Pierrakakis (ab 14. März 2025)                       |                                             |
| Außenminister                                             |                                                               | Giorgos Gerapetritis                        |
| Minister für nationale Verteidigung                       |                                                               | Nikos Dendias                               |
| Innenministerin                                           |                                                               | Niki Kerameos (bis 14. Juni 2024)           |
| Innenministerin                                           | Thodoris Livanos (ab 15. Juni 2024)                           |                                             |
| Minister für Bildung, religiöse Angelegenheiten und Sport |                                                               | Kyriakos Pierrakakis (bis 13. März 2025)    |
| Minister für Bildung, religiöse Angelegenheiten und Sport | Sofia Zacharaki (ab 14. März 2025)                            |                                             |
| Gesundheitsminister                                       |                                                               | Michalis Chrysochoidis (bis 4. Januar 2024) |
| Gesundheitsminister                                       | Adonis Georgiadis (ab 4. Januar 2024)                         |                                             |
| Minister für Infrastruktur und Verkehr                    |                                                               | Christos Staikouras (bis 13. März 2025)     |
| Minister für Infrastruktur und Verkehr                    | Christos Dimas (ab 14. März 2025)                             |                                             |
| Minister für Umwelt und Energie                           |                                                               | Thodoros Skylakakis (bis 13. März 2025)     |
| Minister für Umwelt und Energie                           | Stavros Papastavrou (ab 14. März 2025)                        |                                             |
| Minister für Entwicklung                                  |                                                               | Kostas Skrekas (bis 14. Juni 2024)          |
| Minister für Entwicklung                                  | Takis Theodorikakos (ab 15. Juni 2024)                        |                                             |
| Minister für Arbeit und soziale Sicherheit                |                                                               | Adonis Georgiadis (bis 4. Januar 2024)      |
| Minister für Arbeit und soziale Sicherheit                | Domna Michailidou (vom 4. Januar bis 14. Juni 2024)           |                                             |
| Minister für Arbeit und soziale Sicherheit                | Niki Kerameos (ab 15. Juni 2024)                              |                                             |
| Minister für Bürgerschutz                                 |                                                               | Notis Mitarakis (bis 28. Juli 2023)         |
| Minister für Bürgerschutz                                 | Giannis Oikonomou (vom 28. Juli 2023 bis 4. Januar 2024)      |                                             |
| Minister für Bürgerschutz                                 | Michalis Chrysochoidis (ab 4. Januar 2024)                    |                                             |
| Justizminister                                            |                                                               | Giorgos Floridis                            |
| Kulturministerin                                          |                                                               | Lina Mendoni                                |
| Minister für Einwanderung und Asyl                        |                                                               | Dimitris Kairidis (bis 14. Juni 2024)       |
| Minister für Einwanderung und Asyl                        | Nikolaos Panagiotopoulos (ab 15. Juni 2024 bis 13. März 2025) |                                             |
| Minister für Einwanderung und Asyl                        | Makis Voridis (ab 14. März 2025 bis 27. Juni 2025)            |                                             |
| Minister für Einwanderung und Asyl                        | Thanos Plevris (ab 28. Juni 2025)                             |                                             |
| Ministerin für sozialen Zusammenhalt und Familie          |                                                               | Sofia Zacharaki (bis 13. März 2025)         |
| Ministerin für sozialen Zusammenhalt und Familie          | Domna Michailidou (ab 14. März 2025)                          |                                             |
| Minister für ländliche Entwicklung und Ernährung          |                                                               | Eleftherios Avgenakis (bis 14. Juni 2024)   |
| Minister für ländliche Entwicklung und Ernährung          | Kostas Tsiaras (ab 15. Juni 2024)                             |                                             |
| Minister für Schifffahrt und Inselpolitik                 |                                                               | Christos Stylianides (bis 13. März 2025)    |
| Minister für Schifffahrt und Inselpolitik                 | Vasilis Kikilias (ab 14. März 2025)                           |                                             |
| Tourismusministerin                                       |                                                               | Olga Kefalogianni                           |
| Minister für digitale Governance                          |                                                               | Dimitris Papastergiou                       |
| Minister für Klimakrise und Katastrophenschutz            |                                                               | Vasilis Kikilias (bis 13. März 2025)        |
| Minister für Klimakrise und Katastrophenschutz            | Giannis Keflaogiannis (ab 14. März 2025)                      |                                             |
| Staatsminister                                            |                                                               | Makis Voridis (bis 13. März 2025)           |
| Staatsminister                                            | Stavros Papastavrou (bis 13. März 2025)                       |                                             |
| Staatsminister                                            | Akis Skertsos                                                 |                                             |